# Lastra marmorea dei Niobidi
La Lastra marmorea dei Niobidi è un bassorilievo di piena età imperiale realizzato in marmo pentelico e conservato presso il Museo civico di Modena.

## Rinvenimento
La lastra è stata scoperta a Modena nel 1971 a circa 2,50 metri di profondità, nel corso di lavori edilizi in via Crespellani, a circa cento metri a nord della via Emilia. Fu rinvenuta a soli due metri di distanza da una tomba a cassa laterizia coperta da una stele funeraria iscritta datata tra 171 e 230 d.C. Le condizioni di ritrovamento della lastra fanno supporre un suo utilizzo come elemento di reimpiego nella necropoli tardoantica sviluppata lungo la via Emilia a est di Mutina (nome latino di Modena), ma non consentono di definire la tipologia di edificio in cui essa era originariamente inserita. Considerando sia il contesto sepolcrale di rinvenimento sia il tema raffigurato, attestato anche su sarcofagi di II secolo d.C., il rilievo viene generalmente attribuito a un edificio funerario. Tuttavia, potrebbe trattarsi anche di un elemento proveniente da un edificio urbano o suburbano.

## Descrizione
Il rilievo viene considerato opera di una bottega di tradizione neoattica e datato tra I e II secolo d.C. o in età adrianea-antonina.
A partire da sinistra vi sono rappresentati: una giovane vestita di un peplo che fugge verso destra, un fanciullo inginocchiato nell’atto di estrarre una freccia dal dorso, un giovane in fuga verso destra raffigurato di spalle mentre porta la mano destra nel punto in cui il dardo lo ha colpito, una fanciulla protesa in un atto di supplica verso la figura maschile seduta sulle rocce (nella quale si è riconosciuto il padre Anfione). Le figure poggiano sul terreno ondulato e roccioso inserito quasi in continuità sulla cornice di base. Il gruppo d'insieme raffigurato risultava inedito nelle attestazioni iconografiche del mito fino alla scoperta del rilievo modenese. 
Questo esemplare fa parte della serie di rilievi a sviluppo orizzontale, privi di sfondo, in cui sono riprodotte le figure dei Niobidi (delle dimensioni di circa 40 cm), rielaborazioni di quelle presenti sul fregio realizzato da Fidia per la decorazione del trono di Zeus di Olimpia. La lastra presenta una cornice a sezione rettangolare e restano visibili sia gli incavi per l’incastro di grappe che la tacca per l’inserimento di elementi di fissaggio alla struttura monumentale originale.